# 斯塔尼利夫卡
49°30′51″N 29°0′6″E / 49.51417°N 29.00167°E
斯塔尼利夫卡（烏克蘭語：Станилівка），是烏克蘭的村落，位於該國西南部文尼察州，由文尼察區負責管轄，始建於1700年，面積0.26平方公里，海拔高度305米，2001年人口534，人口密度每平方公里2,085.94人。